# Vườn quốc gia và khu bảo tồn Vịnh Glacier
Vườn quốc gia và khu bảo tồn Vịnh Glacier là một vườn quốc gia và khu bảo tồn nằm ở phía tây của Juneau, Đông Nam Alaska (Doi đất Alaska), Hoa Kỳ. Tổng thống Calvin Coolidge tuyên bố khu vực xung quanh Vịnh Glacier là một tượng đài quốc gia vào ngày 25 tháng 2 năm 1925. Đến thời tổng thống Jimmy Carter nắm quyền, khu vực tiếp tục được mở rộng vào năm 1978 lên thành khu vực có diện tích 523.000 mẫu Anh (2.116,5 km ²) và đến ngày 2 tháng 12 năm 1980 vườn quốc gia và khu bảo tồn Vịnh Glacier được thành lập, cộng thêm 57.000 mẫu Anh (230,7 km ²) đất công ở phía tây bắc được bảo tồn, ngay lập tức vườn quốc gia bảo vệ một phần của sông Alsek cùng các loài cá, động vật hoang dã và môi trường sống.
Vườn quốc gia Vịnh Glacier đã trở thành một phần của Di sản thế giới vào năm 1979 với tên gọi Các khu bảo tồn và Vườn quốc gia: Kluane, Wrangell-St. Elias, Glacier Bay, Tatshenshini-Alsek, một khu dự trữ sinh quyển năm 1986 và năm 1994 đã phối hợp với người dân ở Hoonah, những người Tlingit bản địa trong việc quản lý bảo tồn. Tổng số diện tích bảo vệ của vườn quốc gia và khu bảo tồn bao gồm 5.130 dặm vuông (13.287 km ²), trong đó hầu hết là khu vực hoang dã trong lên tới 4.164 dặm vuông (10.784 km ²) .

## Thư loại
- Catton, Theodore (1995) Vùng đất Reborn: Lịch sử về quá trình quản lý và sử dụng trong Vườn quốc gia và khu bảo tồn Vịnh Glacier, Cục Công viên Quốc gia Hoa Kỳ